# الكسندر براش
الكسندر براش هو سياسي أمريكي، ولد في 8 فبراير 1824 في Bovina, New York ‏ في الولايات المتحدة، وتوفي في 1 يونيو 1892 في بحر. نشط حزبياً في الحزب الجمهوري.